# Uitzonderlijk Vervoer (Nederlands televisieprogramma)
Uitzonderlijk Vervoer is een Nederlands televisieprogramma waarin de Vlaamse cabaretier Philippe Geubels verschillende BN'ers interviewt in de auto.

## Afleveringen
| # | Gast                | Uitzenddatum     | Kijkcijfers |
| - | ------------------- | ---------------- | ----------- |
| 1 | Jandino Asporaat    | 22 februari 2015 | 322.000     |
| 2 | Paul de Leeuw       | 1 maart 2015     |             |
| 3 | Katinka Polderman   | 8 maart 2015     |             |
| 4 | Ali B               | 15 maart 2015    |             |
| 5 | Bert Visscher       | 22 maart 2015    |             |
| 6 | Erik van Muiswinkel | 29 maart 2015    | 289.000     |
| 7 | Jochem Myjer        | 5 april 2015     | 391.000     |